# Anders Jenssen
Anders Finjord Jenssen (Harstad, 10 ottobre 1993) è un calciatore norvegese, difensore del Tromsø.

## Carriera

### Club
Jenssen ha iniziato la propria carriera nell'Harstad, in 3. divisjon. Ha esordito in campionato in data 12 maggio 2012, schierato titolare nella sconfitta per 2-1 arrivata sul campo del Tverlandet. Il 26 maggio successivo ha siglato il primo gol, nella vittoria per 0-5 in casa dell'Innstranden.
Nel 2014, Jenssen è approdato al Finnsnes, in 2. divisjon. Ha debuttato il 21 aprile dello stesso anno, nella sconfitta per 3-1 subita sul campo del Kjelsås. Ha totalizzato 28 presenze in squadra, tra campionato e coppa, senza segnare alcuna rete.
L'anno successivo si è trasferito al Tromsdalen, sempre in 2. divisjon. Il primo incontro lo ha disputato il 26 aprile 2015, subentrando a Tobias Vibe nella vittoria per 0-1 arrivata in casa dell'Ullern. Il 7 giugno seguente ha trovato il primo gol, nel successo per 1-2 sul campo del Lyn.
Ha contribuito alla promozione del Tromsdalen in 1. divisjon, arrivata al termine del campionato 2016. Ha esordito in questa divisione il 2 aprile 2017, impiegato da titolare nella vittoria per 2-0 arrivata contro l'Åsane: nello stesso incontro, ha trovato una delle reti in favore della sua squadra.
L'8 febbraio 2019 è stato ufficializzato il suo passaggio al Tromsø, per cui ha firmato un contratto annuale. Il 31 marzo successivo ha debuttato quindi in Eliteserien, nella vittoria per 1-2 arrivata in casa del Ranheim. Il 6 ottobre 2019 ha realizzato la prima rete nella massima divisione locale, nel 5-0 sul Kristiansund BK. A fine stagione, la squadra è retrocessa in 1. divisjon.
Jenssen è rimasto in squadra e ha contribuito all'immediato ritorno in Eliteserien. Il 17 ottobre 2023 ha prolungato il contratto che lo legava al Tromsø, fino al 31 dicembre 2025.

## Statistiche

### Presenze e reti nei club
Statistiche aggiornate al 31 ottobre 2023.
| Stagione          | Club              | Campionato        | Campionato | Campionato | Coppe nazionali | Coppe nazionali | Coppe nazionali | Coppe continentali | Coppe continentali | Coppe continentali | Supercoppe | Supercoppe | Supercoppe | Totale | Totale |
| Stagione          | Club              | Comp              | Pres       | Reti       | Comp            | Pres            | Reti            | Comp               | Pres               | Reti               | Comp       | Pres       | Reti       | Pres   | Reti   |
| ----------------- | ----------------- | ----------------- | ---------- | ---------- | --------------- | --------------- | --------------- | ------------------ | ------------------ | ------------------ | ---------- | ---------- | ---------- | ------ | ------ |
| 2012              | Harstad           | 3D                | 18         | 1          | CN              | 2               | 0               | -                  | -                  | -                  | -          | -          | -          | 20     | 1      |
| 2013              | Harstad           | 2D                | 22         | 0          | CN              | 1               | 0               | -                  | -                  | -                  | -          | -          | -          | 23     | 0      |
| Totale Harstad    | Totale Harstad    | Totale Harstad    | 40         | 1          |                 | 3               | 0               |                    | -                  | -                  |            | -          | -          | 43     | 1      |
| 2014              | Finnsnes          | 2D                | 26         | 0          | CN              | 2               | 0               | -                  | -                  | -                  | -          | -          | -          | 28     | 0      |
| 2015              | Tromsdalen        | 2D                | 18         | 2          | CN              | 4               | 0               | -                  | -                  | -                  | -          | -          | -          | 22     | 2      |
| 2016              | Tromsdalen        | 2D                | 25         | 3          | CN              | 3               | 0               | -                  | -                  | -                  | -          | -          | -          | 28     | 3      |
| 2017              | Tromsdalen        | 1D                | 23         | 1          | CN              | 1               | 0               | -                  | -                  | -                  | -          | -          | -          | 24     | 1      |
| 2018              | Tromsdalen        | 1D                | 29         | 3          | CN              | 2               | 1               | -                  | -                  | -                  | -          | -          | -          | 31     | 4      |
| Totale Tromsdalen | Totale Tromsdalen | Totale Tromsdalen | 95         | 9          |                 | 10              | 1               |                    | -                  | -                  |            | -          | -          | 105    | 10     |
| 2019              | Tromsø            | ES                | 19         | 1          | CN              | 3               | 0               | -                  | -                  | -                  | -          | -          | -          | 22     | 1      |
| 2020              | Tromsø            | 1D                | 24         | 0          | -               | -               | -               | -                  | -                  | -                  | -          | -          | -          | 24     | 0      |
| 2021              | Tromsø            | ES                | 26         | 1          | CN              | 2               | 1               | -                  | -                  | -                  | -          | -          | -          | 28     | 1      |
| 2022              | Tromsø            | ES                | 25         | 0          | CN              | 5               | 0               | -                  | -                  | -                  | -          | -          | -          | 30     | 0      |
| 2023              | Tromsø            | ES                | 21         | 1          | CN              | 3               | 1               | -                  | -                  | -                  | -          | -          | -          | 24     | 1      |
| Totale Tromsø     | Totale Tromsø     | Totale Tromsø     | 115        | 3          |                 | 13              | 2               |                    | -                  | -                  |            | -          | -          | 128    | 5      |
| Totale            | Totale            | Totale            | 276        | 13         |                 | 28              | 3               |                    | -                  | -                  |            | -          | -          | 304    | 16     |